# Distretto di Lago
Il distretto di Lago è un distretto del Mozambico, facente parte della Provincia di Niassa.